# Pahiatua
Pahiatua – miasto leżące w południowo-wschodniej części Wyspy Północnej, w Nowej Zelandii. Pahiatua leży w okręgu Tararua, 60 km na północ od miasta Masterton i 30 km na wschód od Palmerston North.
W Pahiatua znalazła schronienie duża grupa 733 dzieci polskich z opiekunami, znana jako dzieci z Pahiatua. Były one ewakuowane razem z Armią gen. Andersa z ZSRR w czasie II wojny światowej.

## Galeria

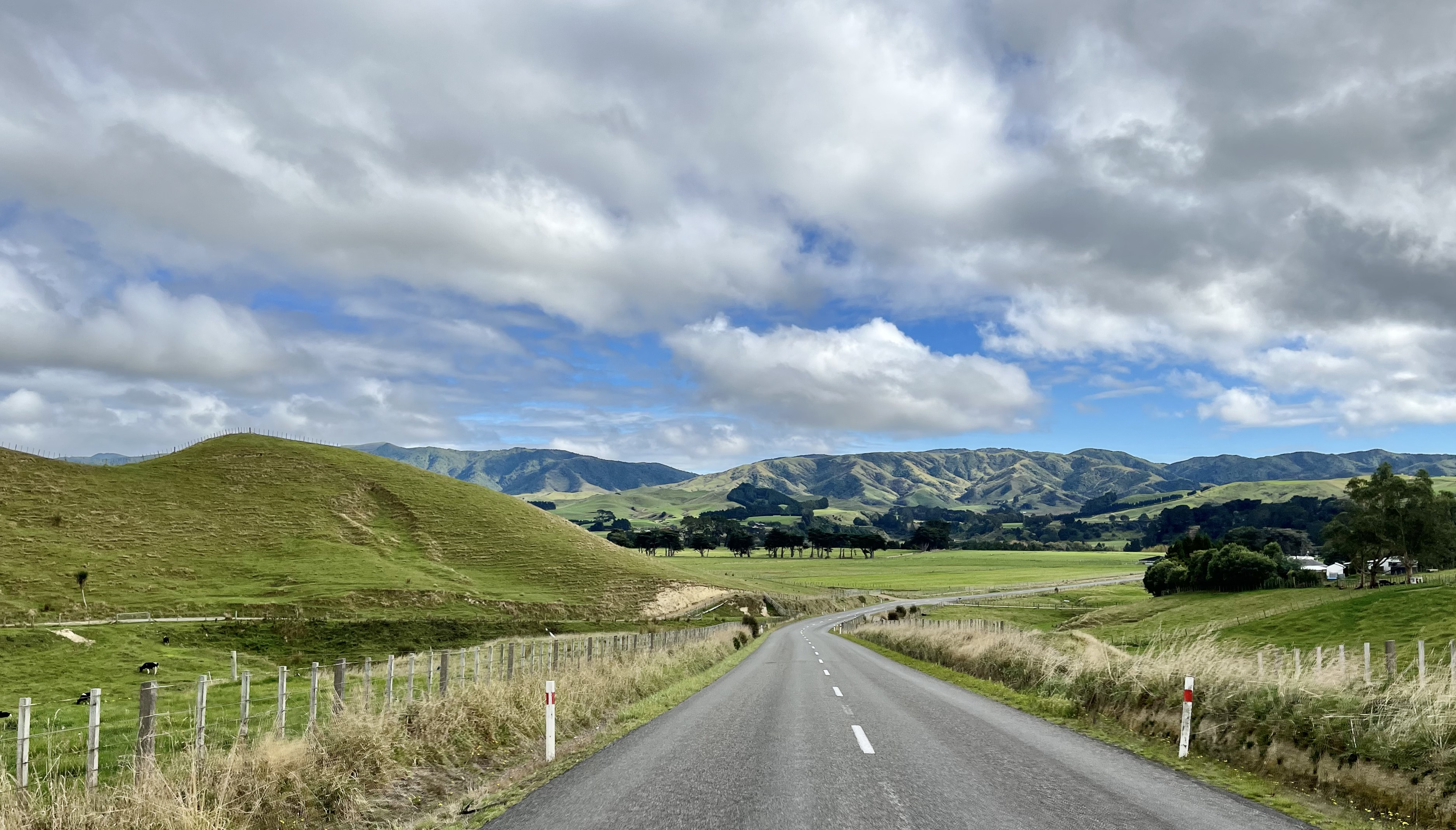
Pahiatua
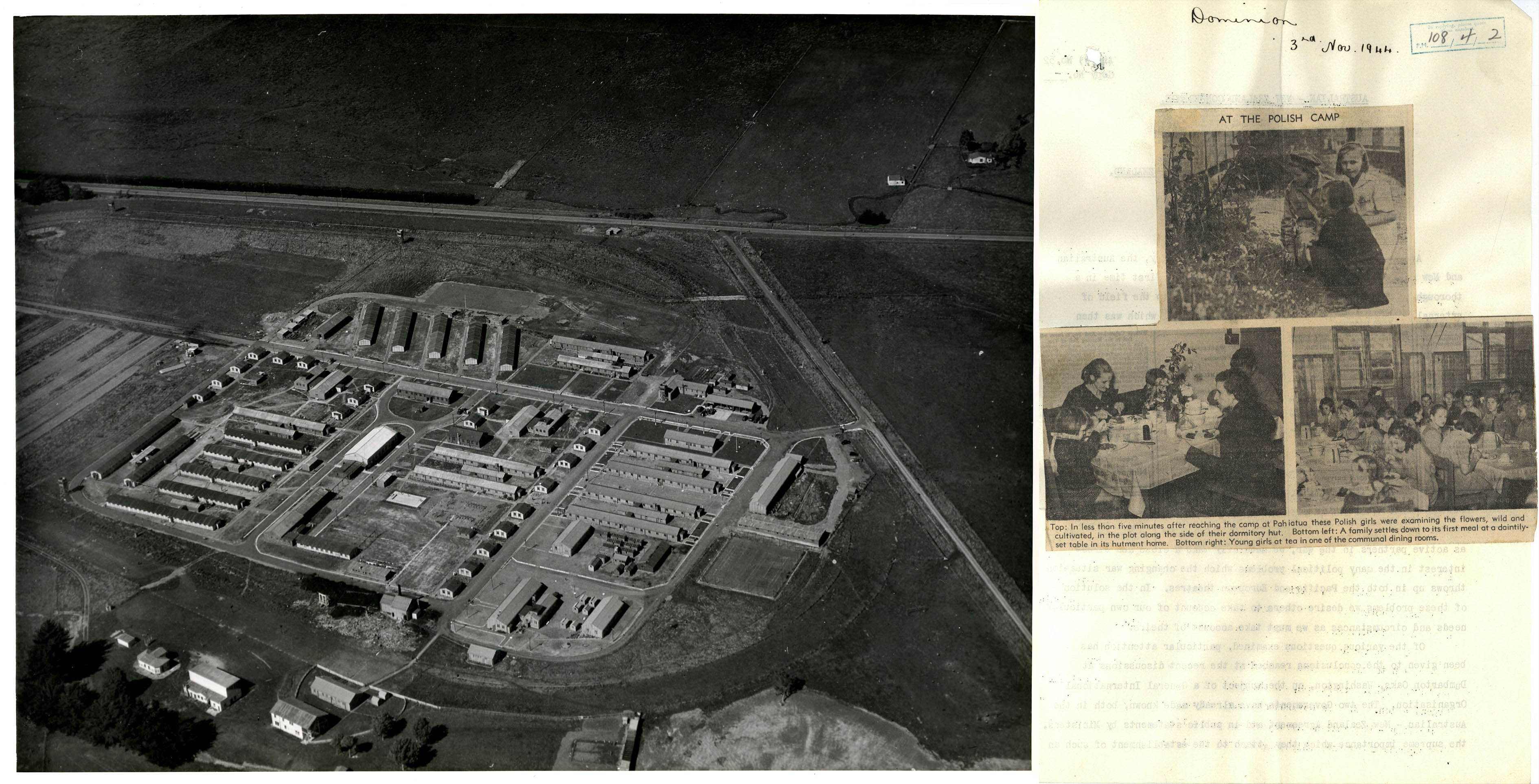
Obóz, w którym przebywały polskie dzieci z Pahiatua, 1944
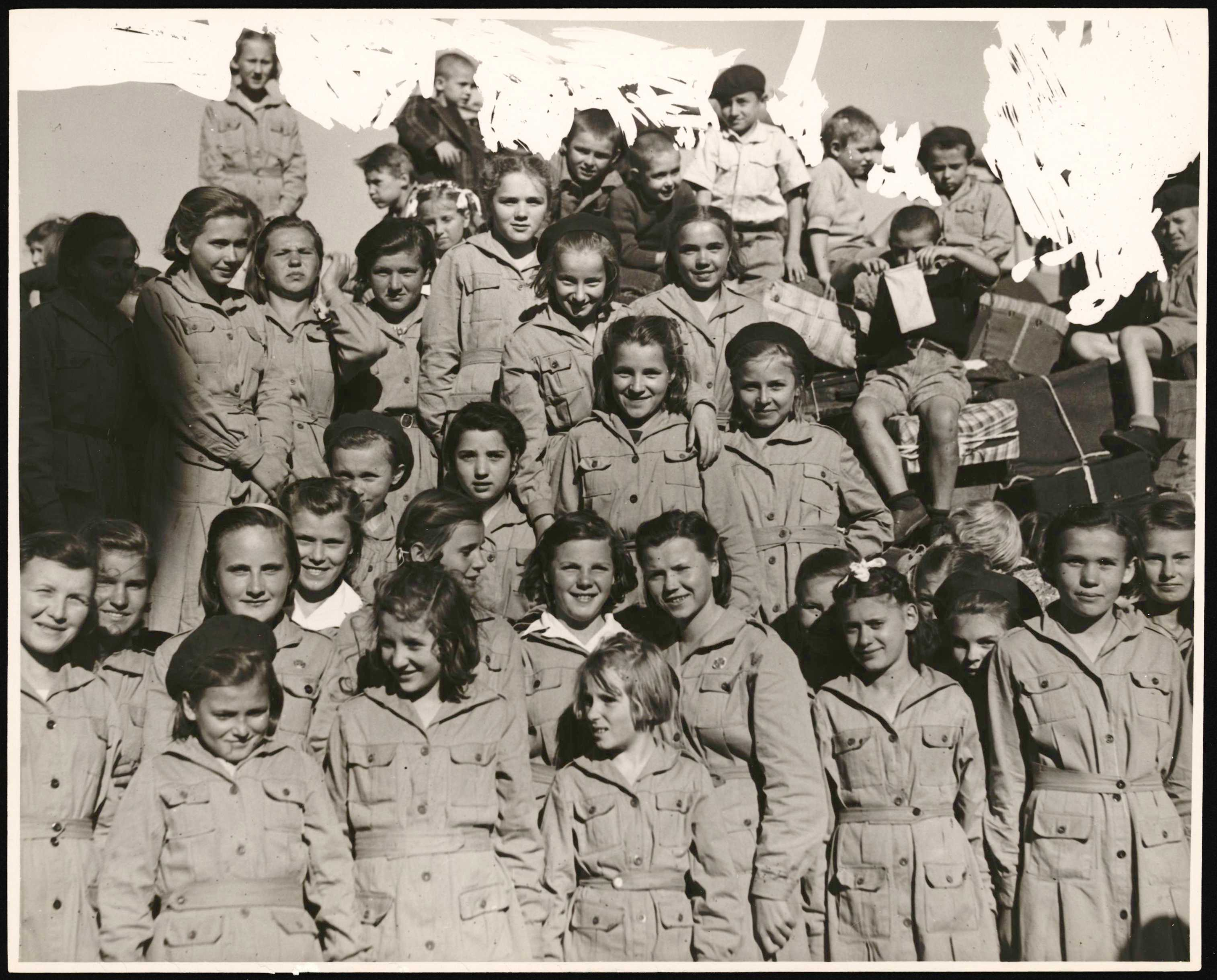
Polskie dzieci w Pahiatua, 1944